# Fritz Thiery
Fritz Thiery, geboren als Friedrich Philipp Thiery  (* 19. Dezember 1899 in Mannheim; † 2. März 1986) war ein deutscher Tonmeister, Filmproduzent und Filmregisseur.

## Leben
Thiery hatte Ingenieurwissenschaft studiert und anschließend, im Dienste von Siemens, auf dem Gebiet der Elektroakustik geforscht. Nebenbei betätigte er sich auch als Ausbilder. Derart präpariert, verpflichtete ihn die größte deutsche Filmproduktionsfirma UFA und machte ihn zu ihrem ersten Tonmeister. In dieser Funktion betreute Thiery tontechnisch nicht nur den allerersten UFA-Tonfilm Melodie des Herzens mit Willy Fritsch und Dita Parlo, sondern auch eine Reihe von folgenden Top-UFA-Filmen wie Der blaue Engel, Der Kongreß tanzt, Ein blonder Traum, F.P.1 antwortet nicht, Viktor und Viktoria und Amphitryon – Aus den Wolken kommt das Glück.
Von Anfang März bis Mai 1938 nahm Thiery eine Auszeit und ging nach Wien, um für die österreichische Produktionsfirma Mondial den mit 381.000 Reichsmark recht kostengünstig hergestellten Film Prinzessin Sissy zu inszenieren. Die Dialogregie übernahm der männliche Hauptdarsteller Paul Hörbiger. Der Film über die junge bayerische Prinzessin und spätere Kaiserin Österreich-Ungarns gilt als der erste Sissi-Film der Geschichte. Inmitten der Dreharbeiten fiel der Anschluss Österreichs.
Wieder zurück in Berlin, übernahm Thiery 1939/1940 überdies die Leitung der UFA-Tickfilmabteilung, 1940 endete er seine Ton-Tätigkeit. Nach seiner Dialogregie von Josef von Bakys UFA-Jubiläumsfilm Münchhausen wurde Fritz Thiery in den verbleibenden zwei Weltkriegsjahren als Filmproduzent eingestellt. In dieser Zeit stellte er, überwiegend in eigener Herstellungsgruppe, mehrere ambitionierte Filmbiografien und Literaturadaptionen her.
Die US-amerikanischen, alliierten Besatzungsbehörden setzten am 1. November 1946 Thiery als Treuhänder der Bavaria Filmkunst ein. Als deren Geschäftsführer oblag ihm die Leitung der Firma und die Oberaufsicht über die Filmproduktion. In den kommenden Jahren trat er lediglich einmal, 1953 bei dem von der Helios-Filmproduktion auf dem Gelände von Geiselgasteig unter der Regie von Kurt Hoffmann hergestellten Verwechslungslustspiel Musik bei Nacht, als Produzent in Erscheinung. Im März 1956 rückte Thiery in den Firmenvorstand auf. Infolge eines katastrophal verlaufenen Geschäftsjahres 1956/57 schieden sowohl Bavaria-Aufsichtsratschef Peter Ostermayr als auch Bavaria-Vorstand Thiery am 26. November 1958 aus ihren Ämtern aus. Anschließend zog sich Fritz Thiery ins Privatleben nach Grünwald zurück.

## Filmografie

### Als Tonmeister
- 1929: Melodie des Herzens
- 1929: Der unsterbliche Lump
- 1930: Der blaue Engel
- 1930: Liebling der Götter
- 1930: Einbrecher
- 1930: Der Mann, der seinen Mörder sucht
- 1931: Voruntersuchung
- 1931: Der Kongreß tanzt
- 1931: Stürme der Leidenschaft
- 1932: Der Sieger
- 1932: Quick
- 1932: Ein blonder Traum
- 1932: F.P.1 antwortet nicht
- 1933: Saison in Kairo
- 1933: Ihre Durchlaucht, die Verkäuferin
- 1933: Walzerkrieg
- 1933: Viktor und Viktoria
- 1934: Die Töchter ihrer Exzellenz
- 1934: Der junge Baron Neuhaus
- 1935: Schwarze Rosen
- 1935: Amphitryon – Aus den Wolken kommt das Glück
- 1936: Stjenka Rasin
- 1936: Boccaccio
- 1936: Glückskinder
- 1936: Unter heißem Himmel
- 1937: Sieben Ohrfeigen
- 1937: Fanny Elßler
- 1937: Gasparone
- 1938/50: Preußische Liebesgeschichte
- 1939: Die Geliebte
- 1939: Frau am Steuer
- 1939: Das Lied der Wüste
- 1940: Links der Isar – rechts der Spree

## Als Produktionsleiter bzw. Herstellungsleiter oder Produzent
- 1938: Prinzessin Sissy (nur Regie)
- 1943: Münchhausen (nur Dialogregie)
- 1944: Nora
- 1944: Träumerei
- 1945: Der stumme Gast
- 1945: Der Puppenspieler (unvollendet)
- 1953: Musik bei Nacht